# Dynastischer Zyklus
Der Dynastische Zyklus (chinesisch 朝代循環 / 朝代循环, Pinyin Cháodài Xúnhuán) ist ein Begriff aus der klassischen chinesischen Philosophie.

## Bedeutung
Der Begriff beschreibt die angenommene natürliche Abfolge der kaiserlichen Dynastien durch einen Prozess, in dem jede Dynastie auf dem Höhepunkt ihrer Macht durch Korruption gelähmt wird, was zur Folge habe, dass der Himmel ihr das Mandat entziehe, die Dynastie stürze und schließlich ein neues Herrscherhaus die Macht ergreife.
Klassischerweise werden zu einem „Durchlauf“ des Zyklus folgende Stadien gezählt:
- Ein Herrscher vereint China, gründet eine neue Dynastie und erhält das Mandat des Himmels.
- Das Reich kommt zu einer Blüte, die Wirtschaft floriert, die Bevölkerung wächst.
- Von Erfolgen geblendet verfällt der Kaiserhof und die Dynastie der Dekadenz. Korruption und Klüngelei grassieren.
- Naturkatastrophen und Krisen erschüttern das Reich und offenbaren die Schwäche der herrschenden Dynastie, die Unzufriedenheit der Bevölkerung wächst.
- Die Machtlosigkeit der Regierung führt zu Verschwörungen und Intrigen. Ein Bürgerkrieg bricht aus.
- Es bilden sich mehrere Teilstaaten, die um die Macht ringen.
- Der siegreiche Staat bzw. Herrscher erhält ein neues Mandat des Himmels.
- Der Zyklus beginnt von vorne.